# Municipio de Santa Isabel de las Lajas
Municipio de Santa Isabel de las Lajas är en kommun i Kuba.   Den ligger i provinsen Provincia de Cienfuegos, i den centrala delen av landet, 230 km öster om huvudstaden Havanna.